# Batalla d'Olalies
Abd-al-Aziz ibn Mussa ibn Nussayr va arribar a Astúries poc després de la invasió musulmana de la península Ibèrica l'any 711, però els àsturs van trigar molt poc a revoltar-se contra el poder musulmà, derrotar els invasors en una escaramussa a la muntanya d'Aseuva el 722 en la batalla de Covadonga.
Munuza, el governador àrab de Gijón, va haver d'abandonar la ciutat, i en la seva retirada va resultar derrotat pels àsturs en Olalíes.
Pelai, victoriós, es va establir a Cangues d'Onís i va posar els fonaments del petit Regne d'Astúries. Pelai va ser succeït pel seu fill Fàfila i, amb la mort d'aquest, la casa de Pelai va ser extinta, ocupant el tron com a successor Alfons I d'Astúries, de la casa de Cantàbria, amb el que comença la reconquesta.